# Карпухина, Елена Алексеевна
Елена Алексеевна Карпухина (род. 21 марта 1951, Москва, РСФСР, СССР) — советская гимнастка, абсолютная чемпионка мира 1967 года по художественной гимнастике, тренер-преподаватель, скульптор, писатель, поэт, бард. Заслуженный мастер спорта СССР (1989).

## Биография
Родилась в Бутырской тюрьме, где её мать — Булатова Людмила Евгеньевна, отбывала наказание. Мать была осуждена в конце 1940-х гг. Два первых года своей жизни Елена жила в тюрьме. Отец — лётчик. Имя отца — Рэм, но отца Елена никогда не видела.
Занималась художественной гимнастикой с 1962 года. Тренировалась под руководством Тамары и Марии Лисициан. В 1967—1973 гг. многократно побеждала на чемпионатах Москвы, СССР, на международных соревнованиях по художественной гимнастике.
В 1967 году — абсолютная чемпионка мира III-го Чемпионата мира по художественной гимнастике (Копенгаген), в 1971 — серебряный призёр V-го Чемпионата мира по художественной гимнастике (Гавана).
В 1972 году окончила Государственный центральный ордена Ленина институт физической культуры (ГЦОЛиФК) по специальности «тренер — преподаватель по художественной гимнастике и инструктор по лечебной физкультуре». 1976—1982 гг. — тренер ряда спортивных обществ СССР. 1982—1995 гг. — инструктор по лечебной физкультуре в Институте ревматологии и интернатах для сирот и детей-инвалидов. С 1995 года — педагог дополнительного образования в средней школе № 397 г. Москвы. Организатор детских спортивных олимпиад «А у нас во дворе».
С 1998 года — член «Коммунистической партии Российской Федерации» (КПРФ). В 2001 году баллотировалась кандидатом в депутаты Московской городской Думы, в 2003 г. выдвигалась КПРФ в качестве кандидата в депутаты Государственной Думы РФ.
12 апреля 2011 г. Елена Карпухина передала все свои медали в дар музею Бутырской тюрьмы.
Проживает в Москве. Имеет дочь Надежду (проживает в Дмитрове) и внуков.

## Награды. Достижения
- 1967 — золотая медаль III-го Чемпионата мира (Копенгаген, Дания);
- 1971 — серебряная медаль V-го Чемпионата мира (Гавана, Куба);
- 1989 — присвоено почётное звание Заслуженный мастер спорта СССР.
- 2007 — медаль «90 лет Великой Октябрьской социалистической Революции», за активное участие в пропаганде идеалов социализма (ЦК КПРФ).

## Память
Имя гимнастки Елены Карпухиной упоминается в романе писателя-фантаста И.Ефремова «Лезвие бритвы» (1963).